# Patok Empat
Patok Empat is een bestuurslaag in het regentschap Kerinci van de provincie Jambi, Indonesië. Patok Empat telt 1011 inwoners (volkstelling 2010).